# Houda Abouz
Houda Abouz (àrab: هدى عبوز, Hudà ʿAbūz), més coneguda com a Khtek (àrab marroquí: ختك, Ḫtek, ‘ta germana’) (Marroc, 1995 o 1996), és una rapera marroquina.

## Biografia
Nascuda cap al 1995, va estudiar cinema a la Universitat Abdelmalek Essaâdi, a Tetuan al nord del país, al Rif occidental.
Però, animada pels seus amics i interessada pel hip-hop, va gravar cançons. Va aparèixer també en un videoclip juntament amb tres de les figures més conegudes del rap del Marroc, Elgrande Toto, Don Bigg i Draganov. El vídeo va rebre uns 16 milions de reproduccions a YouTube, i la va animar a fer el pas endavant.
L'artista que utilitza sobretot l'àrab marroquí a les seves cançons, barrejat però amb francès i anglès, es revelà internacionalment al febrer del 2020 gràcies al seu primer títol KickOff, molt crític amb la societat marroquina actual.
El 23 de novembre del 2020 la cantant va figurar a la llista de les 100 dones més influents de l'any que publica la BBC anualment.